# Luigi Diligenza

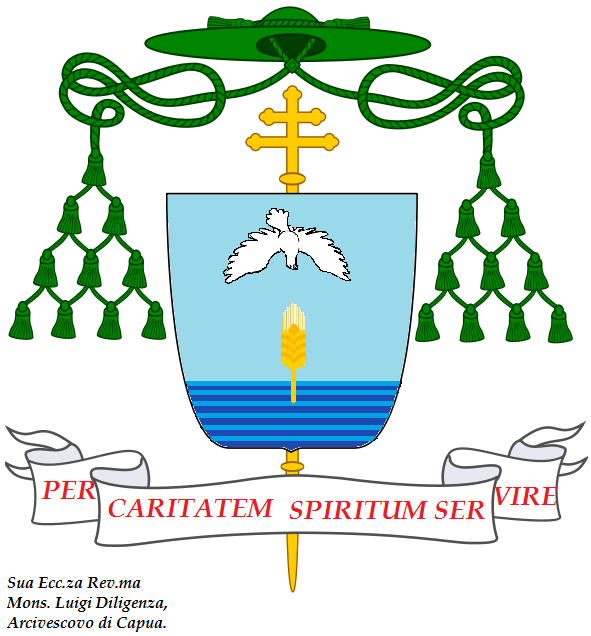
Erzbischofswappen von Luigi Diligenza

Luigi Diligenza (* 10. Februar  1921 in Arzano; † 25. Mai 2011 in Capua) war Erzbischof von Capua.

## Leben
Luigi Diligenza empfing am 8. August 1943 die Priesterweihe durch den Erzbischof von Neapel Alessio Kardinal Ascalesi. Von 1948 bis 1970 war er Religionslehrer in Neapel; im Juni 1950 schloss er ein Theologiestudium ab. Zum 1. September 1967 wurde Diligenza Rektor des Priesterseminars von Neapel, was er bis zum 30. August 1978 blieb. Am 3. Juli 1975 verlieh ihm Papst Paul VI. den Titel Ehrenprälat Seiner Heiligkeit.
Paul VI. ernannte ihn am 1. März 1978 zum Erzbischof von Capua. Der Erzbischof von Neapel, Corrado Kardinal Ursi, spendete ihm am 23. April desselben Jahres die Bischofsweihe; Mitkonsekratoren waren Tommaso Leonetti, Alterzbischof von Capua, und Gaetano Pollio PIME, Erzbischof von Salerno-Acerno und Bischof von Campagna.
Am 29. April 1997 nahm Papst Johannes Paul II. seinen altersbedingten Rücktritt an.